# Eurhopalothrix alopeciosa
Eurhopalothrix alopeciosa är en myrart som beskrevs av Brown och Kempf 1960. Eurhopalothrix alopeciosa ingår i släktet Eurhopalothrix och familjen myror. Inga underarter finns listade i Catalogue of Life.